# Wayde van Niekerk
Wayde van Niekerk (Ciudad del Cabo, 15 de julio de 1992) es un atleta sudafricano de carreras de velocidad, que en la especialidad de los 400 m ostenta el título olímpico y mundial y una medalla de plata en los Juegos de la Mancomunidad. Ha logrado correr las pruebas de 100 m, 200 m  y 400 m en menos de 10, 20 y 44 segundos respectivamente. Su oro en los Juegos Olímpicos de Río de Janeiro 2016 lo consiguió con récord mundial de 43,03 segundos. Es primo del jugador de rugby Cheslin Kolbe.

## Trayectoria

### Primeros años
Nacido en la Ciudad del Cabo y de padres atletas que vivieron bajo el apartheid, Wayde se inició en el deporte desde la primaria. En aquellos años representaba a su escuela en eventos de pista, así como jugaba al rugby y al fútbol. A la edad de 12 años se mudó con su familia a la ciudad de Bloemfontein. Ya concentrado en el atletismo, en el año 2010 participó en el campeonato sudafricano en categoría júnior en los 200 m en el que obtuvo el segundo puesto con una marca de 21,15 s. Esto le brindó la oportunidad de asistir al campeonato mundial en categoría júnior que se realizó en Moncton donde se adjudicó el cuarto lugar con un registro de 21,02 s, pese a que era un desconocedor del deporte como posteriormente admitiría.

### Primeros triunfos
El año 2011 Van Niekerk consiguió  los títulos nacionales de los 100 m y los 200 m, siempre en categoría júnior, pero también se convirtió en campeón nacional de los 200 m con un tiempo de 20,57 s. Después de estos logros, las lesiones interrumpieron la trayectoria de la joven promesa. Sin embargo, cuando el 2012 comenzó sus estudios de marketing en la Universidad del Estado Libre, conoció a la experimentada entrenadora Ans Botha quien atendía sus lesiones, y fue ella  quien le recomendó cambiarse a la prueba de los 400 m para mejorar su resistencia, recuperarse de manera más óptima de sus entrenamientos, y de paso quitarle presión a sus músculos isquiotibiales.
Bajo su tutela, Wayde consiguió el primer puesto de los 400 m en el campeonato sudafricano con una marca de 45,99 s en el mes de abril de 2013. Para el mes de junio del mismo año, asistió a la reunión de Ostrava por la IAAF World Challenge donde paró el cronómetro en 45,09 s por detrás del ganador Kirani James (44,49 s) que se ubicó además como la 19.ª mejor marca del año. A esto siguió su participación en la Universiada de Kazán donde no pasó de las semifinales con un registro de 46,39 s, pero en el que ganó la medalla de bronce en la carrera de relevos 4 × 400 m, su primera presea a nivel internacional. Asimismo debutó en el campeonato mundial que tuvo lugar en Moscú en el que no logró pasar de la ronda preliminar al cronometrar 46,37 s.

### Ascenso
El año 2014 Van Niekerk comenzó a hacerse notar en el atletismo mundial. Inició esa temporada con su primera marca por debajo de los 45 segundos en el campeonato nacional sudafricano, al cronometrar 44,92 s para capturar el primer puesto. Posteriormente, y pese a que todavía corría en los 200 m y en el que estuvo cerca de batir la marca nacional de 20,11 s al registrar 20,21 s, siguió un triunfo en Hengelo donde superó a Luguelín Santos con una marca de 45,07 s, y realizó su primera participación en la Liga de Diamante en los 400 m. Fue en Nueva York donde logró una nueva marca personal y nacional de 44,38 s que le adjudicó el segundo puesto por detrás del estadounidense LaShawn Merritt. En esa ocasión fue felicitado por Félix Sánchez a quien ha considerado su ídolo en el atletismo.
Con este resultado previo se presentó a los Juegos de Mancomunidad de Glasgow, donde ganó la medalla de plata con una marca de 44,68 s, pero en la que disputó el primer puesto en la recta final al ganador Kirani James (44,24 s). En esa misma competencia tomó parte de los 200 m en los que llegó a semifinales y finalmente cerró la temporada en el campeonato africano donde logró la medalla de plata con un registro de 45,00 s; además, en la Liga de Diamante obtuvo el sexto puesto en Zúrich (45,46 s); y en la Copa Continental se colgó la medalla dorada con el conjunto africano en los 4 × 400 m.

### Primer título mundial
El 2015  Van Niekerk se sumó a la élite del atletismo. Primero conquistó nuevamente el título sudafricano con una marca de 44,91 s. En esa oportunidad aseveró: «Corrí más rápido de lo que pensaba. Apenas empiezo en los 400 m, pero estoy contento. Estaba cansado y reduje la velocidad al final pero mi confianza es muy alta y creo que tendré una buena temporada...Me dedico más a los 200 m, pero soy mejor en los 400 m, por tanto allí me concentraré para el campeonato mundial y los juegos olímpicos».
Su próxima parada importante en ruta al campeonato del mundo de ese año fue en Nueva York el día 13 de junio, donde ganó su primera reunión de la Liga de Diamante con un registro de 44,24 s que se ubicó como la tercera mejor marca del año. Días después, en Londres, nuevamente se alzó con el triunfo con un tiempo de 44,63 s. La racha continuó en París, el 4 de julio, donde marcó 43,96 s superando a  Kirani James (44,17 s). Dicho registro se ubicó como el segundo mejor del año y la décima mejor marca de la historia. Además, el 14 de julio logró en Lucerna un tiempo de 19,94 s en la final "B" de los  200 m con el que ingresó a un grupo selecto junto a Michael Johnson, LaShawn Merritt e Isaac Makwala que han tenido marcas inferiores a 20 s y 44 s en los 200 m y 400 m respectivamente.
De esta forma el joven sudafricano se presentó como un serio aspirante para el título absoluto del campeonato mundial de Pekín. Hasta ese certamen ningún africano había logrado un título relevante en la especialidad desde los Juegos Olímpicos de 1920 cuando el sudafricano Bevil Rudd había ganado la medalla de oro de los 400 m.  Sin embargo, Wayde logró arribar a la final en la que participaban otros notables competidores que incluían a LaShawn  Merrit, Kirani James, Issac Makwala y Luguelín Santos, y se adjudicó el título mundial con una marca de 43,48 s, liderando una carrera en la que por primera vez los tres primeros puestos corrieron por debajo de los 44 s. De hecho, el podio lo completaron Merritt y James, campeones mundiales del 2013 y 2011 respectivamente. Además estableció el cuarto mejor tiempo de la historia, y se apoderó del récord del área africana superando a Isaac Makwala quien lo había conseguido el 5 de julio del mismo año. Como consecuencia de su esfuerzo,  Van Niekerk colapsó en la pista atlética tras el final de la misma y fue llevado a un hospital donde fue dado de alta hacia la medianoche.

### Los Juegos Olímpicos de Río de Janeiro
Van Niekerk inició la temporada del 2016 con un nuevo hito conseguido en Bloemfontein durante el campeonato de la Provincia del Estado Libre el día 12 de marzo, al parar el cronómetro en 9,98 s en los 100 m por lo que se convirtió en el primer atleta en la historia en correr las marcas de 100 m por debajo de los 10 s, y los 200 m y 400 m  por debajo de los 20 s y  44 s respectivamente (estas dos últimas logradas el 2015). Posteriormente, en el mes de mayo cronometró 44,11 s en Bloemfontaine, y en junio se colgó la medalla de oro en los 200 m en el campeonato africano desarrollado en su país con registro de 20,02 s. 
A partir de junio sumó dos presentaciones en la Liga Diamante en las que logró triunfos en Roma (44,19) y Mónaco (44,12 s) antes de su debut en sus primeros Juegos Olímpicos que se desarrollaron en Río de Janeiro.
En dichos Juegos, Van Niekerk fue elegido como portador de la bandera sudafricana en la ceremonia de apertura. Debido al título mundial del 2015, era el favorito para ganar la prueba, y tenía como serios contendientes a LaShawn Merrit y Kirani James. Logró arribar a la final en la que se ubicó en el carril ocho, el más externo, mientras que Merrit y James ocupaban el quinto y el sexto respectivamente. 
En un carril que se ha presumido que pertenece a los atletas con tiempos más lentos, Van Niekerk aprovechó dicha circunstancia partiendo lo más rápido posible; de hecho, los primeros 100 m los corrió en 10,7 s y los segundos 100 m en 9,8 s, lo que rebajaba los mismos registros del récord mundial de Michael Johnson (11,1 s y 10,1 s respectivamente). Entre los 250 y 300 m de la carrera el sudafricano había logrado una distancia suficiente para ganar la medalla de oro, un triunfo inédito para alguien colocado en ese carril, con un registro de 43,03 s que batía la marca mundial que por 17 años se había mantenido en poder del estadounidense Michael Johnson. James y Merrit completaron el podio con registros de 43,76 s y 43,85 s respectivamente. Tras la carrera, el mismo Johnson, en vista del eventual cercano retiro de Usain Bolt, lo proclamó como la posible «nueva estrella del deporte».

### Segundo título mundial

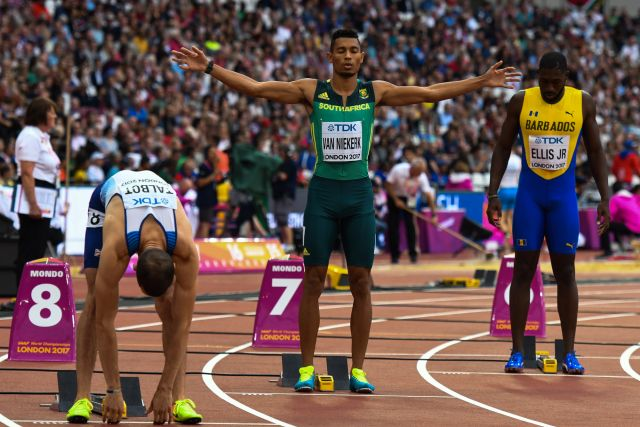
Wayde van Niekerk en el campeonato mundial de Londres.

En el mes de abril de 2017, Van Niekerk inició a temporada en el campeonato nacional sudafricano en las pruebas de los 100 m y 200 m. En la primera de ellas llegó segundo con un registro de 10,04 s por detrás de Akani Simbine, mientras que en la segunda se adjudicó el primer puesto con una marca de 19,90 s, resultado que, se dice, fue presenciado por el multicampeón olímpico y mundial Usain Bolt. Para el 11 de junio, de hecho, el sudafricano viajó a Jamaica para tomar parte de la reunión Racers Grand Prix, lo que significó la despedida de Bolt como competidor en su país, y ganó la carrera de los 200 m con un tiempo de 19,84 s, nueva marca nacional. Ante esta victoria, se le ha considerado como uno de los probables sucesores del jamaicano como nuevo monarca de la prueba. Nueve días después, el 20 de junio, mejoró su marca personal de los 100 m en la ciudad de Velenje al cronometrar 9,94 s, y el 28 de junio, en Ostrava, batió la mejor marca mundial de los 300 m con un registro de 30,81 s que había estado en poder de Michael Johnson desde el año 2000 con 30,85 s.
En julio se presentó a la Liga de Diamante. En la reunión de Lausana logró un tiempo de 43,62 s, nueva marca de la competición, mientras que en Mónaco se alzó con el triunfo con un registro de 43,73 s aunque con una cerrada disputa con el botsuano Issac Makwala quien cronometró 43,84 s.
En agosto presentó a su segundo mundial de atletismo, con la particularidad de participar tanto en los 400 m para defender su título del 2015, como en la prueba de los 200 m. En los 400 m, como claro favorito, llegó a la final con la ausencia de Makwala, fuera de la carrera por decisión de la organización al diagnosticarle gastroenteritis, y ganó la carrera sin contratiempo con una marca de 43,98 s, mientras que Steven Gardiner se ubicó en el segundo puesto con un tiempo de 44,41 s.
En tanto, la expectativa en la prueba de los 200 m era si podía igualar la hazaña de Michael Johnson y su doble triunfo en los 200 m y 400 m logrados en el campeonato de 1995. En efecto, el sudafricano se coló en la final, la cual encabezó hasta los últimos metros cuando el turco Ramil Guliyev le arrebató el primer puesto, por lo que se ubicó en el segundo lugar y apenas por milésimas de segundo de diferencia con el trinitense Jareem Richards (20,106 y 20,107 respectivamente). Punto y aparte, no escapó a la prensa deportiva el hecho que Van Niekerk celebrara la medalla de plata de esta prueba mucho más que el triunfo de los 400 m.
Terminada su participación en el atletismo, a finales del mes de octubre tomó parte de un juego benéfico de rugby en Ciudad del Cabo, pero su participación le costó cara: un mal movimiento de su pierna derecha le provocó una grave lesión en la rodilla por la que tuvo que ser intervenido de forma inmediata. El incidente le mantendría alejado del deporte al menos seis meses, pero posteriormente decidió retirarse de las reuniones atléticas en todo el año 2018.

## Marcas personales
| Prueba | Marca (Viento) | Lugar                      | Fecha      |
| ------ | -------------- | -------------------------- | ---------- |
| 100 m  | 9,94 s (+0,9)  | Velenje (SLO)              | 20/06/2017 |
| 200 m  | 19,84 s (+1.2) | Kingston (JAM)             | 10/06/2017 |
| 300 m  | 30,81 s RM     | Ostrava, (República Checa) | 28/06/2017 |
| 400 m  | 43,03 s ()     | Río de Janeiro (BRA)       | 14/08/2016 |

## División del tiempo del récord mundial
Ref: